# If You'd Only Believe
If You'd Only Believe est une chanson écrite par Roxanne Seeman, Billie Hughes et Jermaine Jackson. La chanson apparait dans l'album des Jacksons "2300 Jackson Street". Elle a été produite par Michael Omartian.
Ce titre fut un élément décisif pour la maison de disque CBS Records, dans le choix de réaliser l'album "2300 Jackson Street".
Elle est la chanson finale de l'émission télévisée "The Jackson Family Honors" à Las Vegas. Michael Jackson a rejoint, pendant le finale, sa famille et ses célèbres invités en chantant If You'd only Believe. Les invités présents étaient Céline Dion, Bruce Hornsby, Gladys Knight, et Dionne Warwick.
C'est la première fois que Michael Jackson chante ce titre, qui est à l'origine chanté par ses frères pour leur album.
À l'occasion du show " The Jackson Family Honors" le titre est réarrangé. Cette chanson est aussi interprétée en concert un an auparavant, le 15 mars 1993, par les Jacksons, composés de Jackie, Tito, Jermaine et Randy, sur la scène du Grand Théâtre de Genève pour la soirée des Nations. Jermaine Jackson interprète seul aussi, ce morceau, le 14 janvier 1990 à Atlanta, en hommage à Martin Luther King, lors du King Week 90'.
Une version de "If You'd Only Believe" a été enregistrée par Randy Crawford sur son album "Through The Eyes of Love", sorti par Warner Bros en 1991.